# Aon (trigramme)
Cette page contient des caractères spéciaux ou non latins. S’ils s’affichent mal (▯, ?, etc.), consultez la page d’aide Unicode.
Pour les articles homonymes, voir Aon.
Aon (minuscule aon) est un trigramme de l'alphabet latin composé d'un A, d'un O et d'un N.

## Linguistique
- En français, le trigramme ‹ aon › représente le son [ɑ̃] (exemple : faon).

## Représentation informatique
Il n'existe aucun encodage de ‹ aon › sous la forme d'un seul signe. Il est toujours réalisé en accolant un A, un O et un N.